# Hydroptila flinti
Hydroptila flinti är en nattsländeart som beskrevs av Bueno-soria 1984. Hydroptila flinti ingår i släktet Hydroptila och familjen smånattsländor. Inga underarter finns listade i Catalogue of Life.